# Roodstuitdwerghoningeter
De roodstuitdwerghoningeter (Myzomela eichhorni) is een zangvogel uit de familie Meliphagidae (honingeters).

## Verspreiding en leefgebied
Deze soort is endemisch op de Salomonseilanden en telt drie ondersoorten:
- M. e. eichhorni: New Georgia (de westelijk-centrale Salomonseilanden).
- M. e. ganongae: Ranongga (de westelijk-centrale Salomonseilanden).
- M. e. atrata: Vella Lavella en Baga (de westelijk-centrale Salomonseilanden).

## Status
De grootte van de populatie is niet gekwantificeerd maar de soort wordt omschreven als vrij algemeen. Op de Rode lijst van de IUCN heeft deze soort de status niet bedreigd.